# Vela (Ilidža)
Vela es una población rural de la municipalidad de Ilidža, en Bosnia y Herzegovina.

## Demografía
Hasta 2013 la población era de 7 habitantes.